# John Crowe Ransom
John Crowe Ransom (Tennessee, 30 de abril de 1888 - Ohio, 3 de julho de 1974) foi um educador, estudioso, crítico literário, poeta, ensaísta e editor norte-americano Ele é considerado um dos fundadores da escola New Criticism de crítica literária. Como membro do corpo docente do Kenyon College, ele foi o primeiro editor da conceituada Kenyon Review. Muito respeitado como professor e mentor de uma geração de alunos talentosos, ele também foi um poeta e ensaísta premiado.

## Carreira
Sua reputação literária é baseada principalmente em duas coleções de poesia, Chills and Fever (1924) e Two Gentlemen in Bonds (1927).
Ele foi uma figura importante da escola de crítica literária conhecida como New Criticism, que ganhou esse nome por causa de seu volume de ensaios de 1941, The New Criticism. A teoria da Nova Crítica, que dominou o pensamento literário americano em meados do século XX, enfatizou a leitura atenta, e crítica baseada nos próprios textos, e não em viés não textual ou história não textual. Em seu ensaio seminal de 1937, "Criticism, Inc." Ransom expôs sua forma ideal de crítica literária afirmando que "a crítica deve se tornar mais científica, ou precisa e sistemática". Para esse fim, ele argumentou que as respostas pessoais à literatura, estudos históricos, estudos linguísticos e o que ele chamou de "estudos morais" não deveriam influenciar a crítica literária. Ele também argumentou que os críticos literários deveriam considerar um poema como um objeto estético. Muitas das ideias que ele explicou neste ensaio se tornariam muito importantes no desenvolvimento de The New Criticism. "Crítica, Inc." e vários outros ensaios teóricos de Ransom apresentam alguns dos princípios orientadores sobre os quais os Novos Críticos se baseariam. Ainda assim, seus ex-alunos, especificamente Allen Tate, Cleanth Brooks e Robert Penn Warren, tiveram uma participação maior no desenvolvimento de muitos dos conceitos-chave (como "leitura atenta") que mais tarde definiram a Nova Crítica.

### Crítica literária
- The World's Body. (C. Scribner's Sons, Ltd., 1938.)
- The New Criticism. (New Directions, 1941).
- God without thunder: an unorthodox defense of orthodoxy (Archon Books, 1965).

- Poems About God (Henry Holt & Co., 1919).
- Chills and Fever (A.A. Knopf, 1924).[8]
  - Includes "Bells for John Whiteside's Daughter"
- Grace after Meat (1924).[9]
- Two Gentlemen in Bonds (Knopf, 1927).[10]
- Selected Poems (Knopf, 1963)

### Antologias
- The Poetry of 1900-1950 (1951).[11]
- The Past Half-century in Literature: A Symposium (Conselho Nacional de Professores de Inglês, 1952).[12]
- Poems and Essays (Random House, 1965).[13]
- Beating the bushes: selected essays, 1941-1970 (Novos diretores, 1972).[14]

### Livro didático
- A College Primer of Writing (H.Holt and Company, 1943).[15]